# ویکتور مونتالوو
ویکتور مونتالوو (انگلیسی: Victor Montalvo؛ زادهٔ ۱ مه ۱۹۹۴) همچنین با نام ویکتور نیز شناخته می‌شود، بی‌بوی اهل ایالات متحده آمریکا است. او در کیسیمی، فلوریدا از پدر و مادر اهل پوئبلا، مکزیک متولد شد.
او در رویداد بی بویز در رقابت‌های دنس‌اسپرت در بازی‌های جهانی ۲۰۲۲ شرکت کرد و برندهٔ مدال طلا شد.
او همچنین دوبار قهرمان رد بول بی‌سی وان شده است؛ سال‌های ۲۰۱۵ و ۲۰۲۲. مونتالوو اولین آمریکایی است که برای رشتهٔ رقص بریک به المپیک را یافت و در بازی‌های المپیک تابستانی ۲۰۲۴ برندهٔ مدال برنز شد.
او با بی گرل اوکراینی کاترینا پاولنکو ازدواج کرده است.